# Sea of Cowards
Sea of Cowards je druhé studiové album americké rockové skupiny The Dead Weather. Vydáno bylo v květnu 2010 společnostmi Warner Bros. Records a Third Man Records a jeho producentem byl Jack White. Umístilo se na páté příčce hitparády Billboard 200. Bodovalo také v žánrových žebříčcích časopisu Billboard – mezi rockovými alby se vyšplhalo na třetí místo, mezi alternativními na druhé a v Top Tastemaker Albums až na první.

## Seznam skladeb
1. Blue Blood Blues – 3:22
2. Hustle and Cuss – 3:45
3. The Difference Between Us – 3:37
4. I'm Mad – 3:16
5. Die by the Drop – 3:29
6. I Can't Hear You – 3:35
7. Gasoline – 2:44
8. No Horse – 2:49
9. Looking at the Invisible Man – 2:42
10. Jawbreaker – 2:58
11. Old Mary – 2:53

## Obsazení
- Alison Mosshart – zpěv, rumba koule, kytara, syntezátor
- Jack White – bicí, zpěv, kytara
- Dean Fertita – kytara, varhany, klavír, syntezátor
- Jack Lawrence – baskytara, bicí